# Treibstoffschnellablass

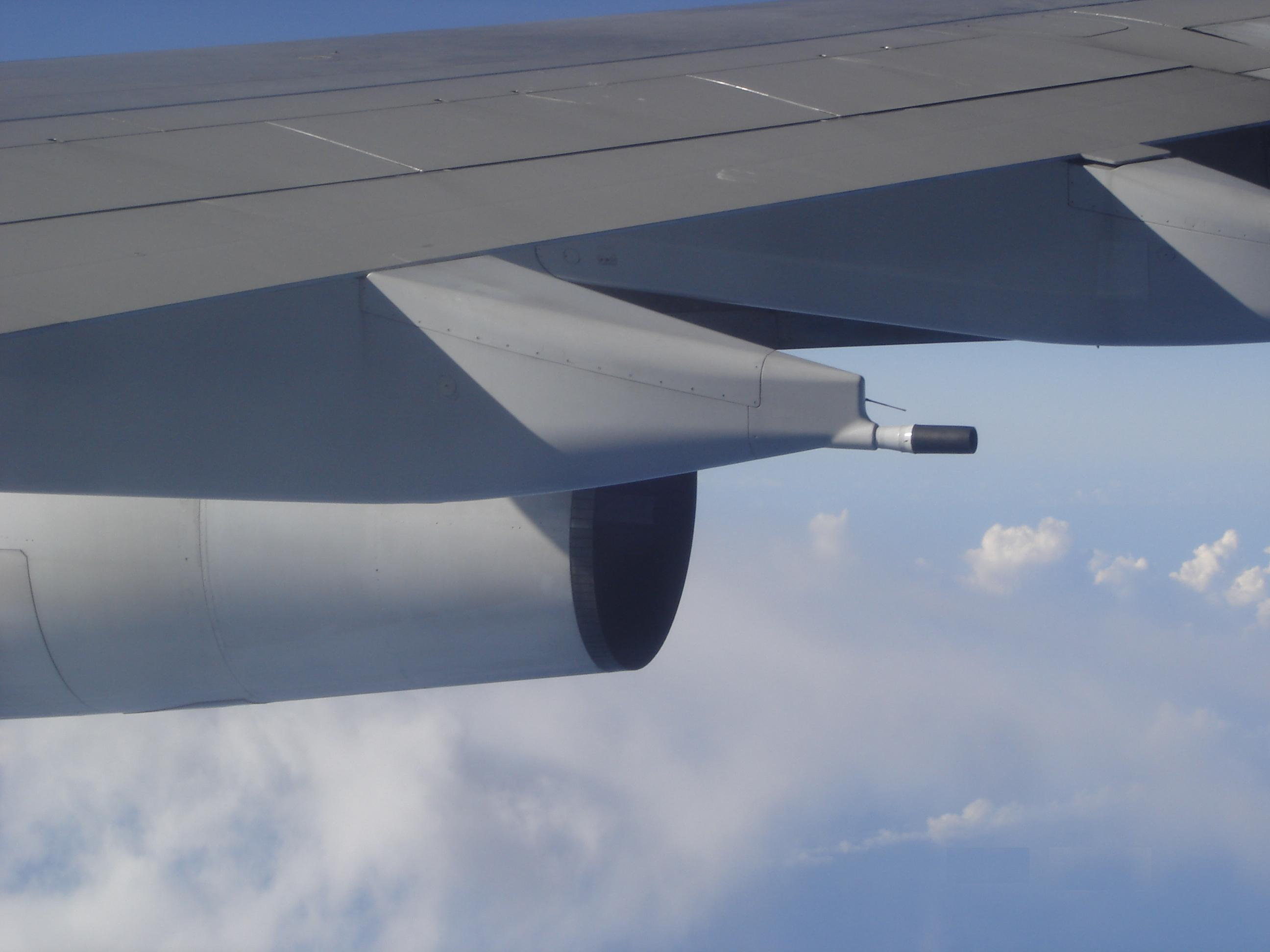
Notablassstutzen eines Airbus A340-311

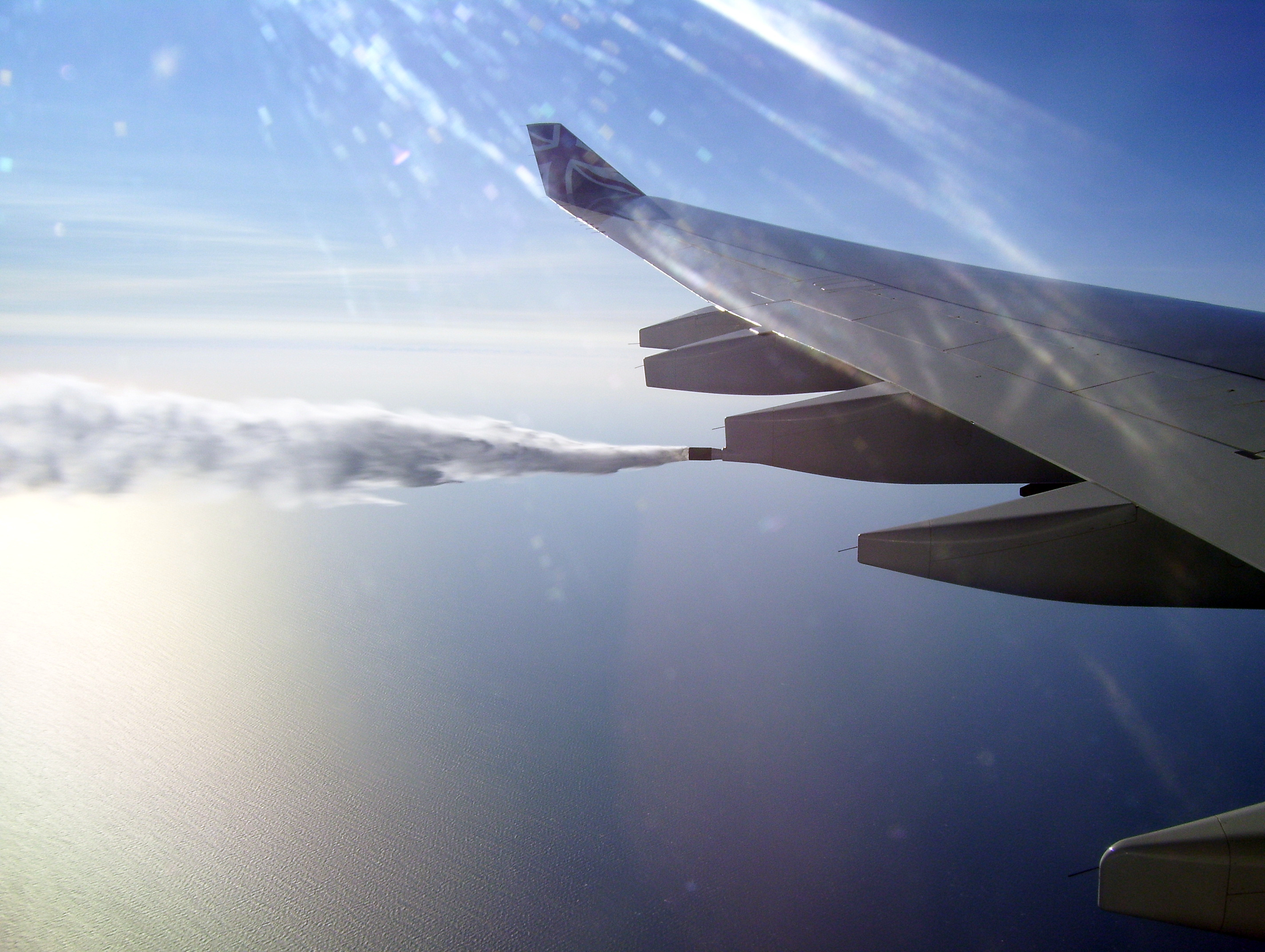
Treibstoffnotablass eines Airbus A340-600 über dem Atlantik nahe Nova Scotia

Das Treibstoffablassen (Fuel Dumping, bzw. Fuel Jettison) dient bei Flugzeugen dazu, vor einer Not- oder einer Sicherheitslandung durch das Ablassen von Kerosin das Gewicht des Flugzeugs auf oder unter das maximal zulässige Landegewicht abzusenken.

## Allgemeines
Beim Abflug sind die Treibstofftanks passend zur Flugstrecke und den nötigen Sicherheitsreserven befüllt. Manchmal muss auch das maximale Abfluggewicht (MTOW) ausgenutzt werden. Das maximale Landegewicht eines Flugzeuges liegt bei vielen Typen unter dem maximalen Startgewicht. Bei einer Boeing 747-400 kann dieser Unterschied etwa 100 Tonnen betragen. Wäre es notwendig, unmittelbar nach dem Start wieder zu landen, so kann ggf. eine notwendige Gewichtsreduzierung durch Ablassen von Treibstoff über das Treibstoffschnellablasssystem erreicht werden.
Für das Ablassen von Treibstoff muss grundsätzlich eine Notfallsituation vorliegen. Den Piloten wird daraufhin von der Flugsicherung ein Gebiet, eine Mindestflughöhe (1800 Meter) sowie ein bestimmter Kurs (keine geschlossenen Kreise) zugewiesen. Bei Einhaltung der Auflagen ist sichergestellt, dass maximal 8 % des versprühten und in der Luft verdunstenden Treibstoffs den Boden erreicht. Das entspräche einer Bodenbelastung von 0,02 Gramm je Quadratmeter. Bei größerer Flughöhe oder zusätzlichen Luftströmungen ist die am Boden messbare Menge niedriger.
Nach den Regelungen der ICAO sollte das Gebiet für den Treibstoffablass (Dumping Area) möglichst dünn besiedelt sein (zum Beispiel der Odenwald, die Eifel, das Sauerland, der Westerwald oder die Nordsee) und Schutzzonen so weit wie möglich ausschließen. Eine Auflistung der erfassten Mengen an Treibstoff, die über Deutschland in den Jahren 2010 bis 2016 abgelassen wurde, ergibt eine Gesamtmenge von rund 3.590 Tonnen Kerosin bei durchschnittlich 18,6 Fällen pro Jahr (insgesamt 121 Fälle im betrachteten Zeitraum). Rheinland-Pfalz war 2017 am stärksten betroffen. Im Oktober 2018 hat der Bundesrat dem Entschließungsantrag des Landes Rheinland-Pfalz über die Meldepflicht binnen 24 Stunden zugestimmt. Der Verkehrsminister wurde mit der sofortigen Umsetzung beauftragt. Im Juli 2023 ließ ein Frachtflugzeug vom Typ Boeing 747 über dem nördlichen Sachsen-Anhalt 94 Tonnen Kerosin ab, was bisher die größte dokumentierte Menge im deutschen Luftraum darstellt. Eine Liste mit den aktuellen Treibstoffablässen über Deutschland wird vom Luftfahrt-Bundesamt veröffentlicht.
Man nimmt aufgrund von numerischen Simulationen an, dass beim Versprühen der Treibstoff Tröpfchen mit einer Größe deutlich unterhalb eines Millimeters bildet. Dabei dürfte die genaue Größe unter anderem von den Ausströmbedingungen an der Düse und der freigesetzten Kerosinmenge abhängig sein.

## Geschichte
Die US-amerikanische Luftfahrtbehörde FAA erließ in den 1960er Jahren die Verordnung, dass alle Flugzeuge, deren maximales Startgewicht (MTOW) mehr als 5 Prozent über dem maximalen Landegewichts liegt, ein System zum Treibstoffnotablass benötigen.
Da die meisten Kurzstreckenflugzeuge diese Grenze nicht überschritten, wurde bei ihnen kein Treibstoffnotablass-System eingebaut. Als diese mit der Zeit größere Tanks für höhere Reichweiten bekamen, überschritten auch diese die 105-Prozent-Grenze. Weil jedoch gleichzeitig die Triebwerke immer sicherer und leistungsfähiger wurden und der Einbau von Notablasssystemen kaum möglich war, hob die FAA die 105-Prozent-Regel für die Flugzeuge auf, die mit einem ausgefallenen Triebwerk starten bzw. durchstarten können. Damit war ein Treibstoffnotablass für zweistrahlige Maschinen nicht mehr erforderlich. Heutzutage müssen deshalb nur noch vierstrahlige Flugzeuge mit diesem System ausgestattet werden. Allerdings können auch viele zweistrahlige Großraumverkehrsflugzeuge auf Kundenwunsch mit einer Treibstoffnotablassanlage ausgestattet werden, um im Notfall nicht zu lange kreisen zu müssen. Bei kleineren Flugzeugen wird heute auf den Einbau von Treibstoffnotablassanlagen von vorneherein verzichtet, so dass langes Kreisen vor der Landung vorkommen kann (siehe auch Zwischenfälle bei Jet Blue).

## Alternativen
Eine Alternative zum Treibstoffschnellablass ist das sofortige Landen mit einem höheren als dem zulässigen Landegewicht, gerade bei medizinischen Notfällen oder kritischen technischen Problemen. Fast alle Flugzeugtypen sind so stabil ausgelegt, dass sie auch mit ihrem maximalen Startgewicht landen können; dann jedoch sind kostspielige Untersuchungen und evtl. die Beseitigung von Schäden nötig. Von daher werden Flugzeuge vor einer Landung nach Möglichkeit bevorzugt so lange weiter geflogen, bis sich das vorgenommene Landegewicht durch den Kerosinverbrauch eingestellt hat.

## Verwechslung mit Dunstfahnen

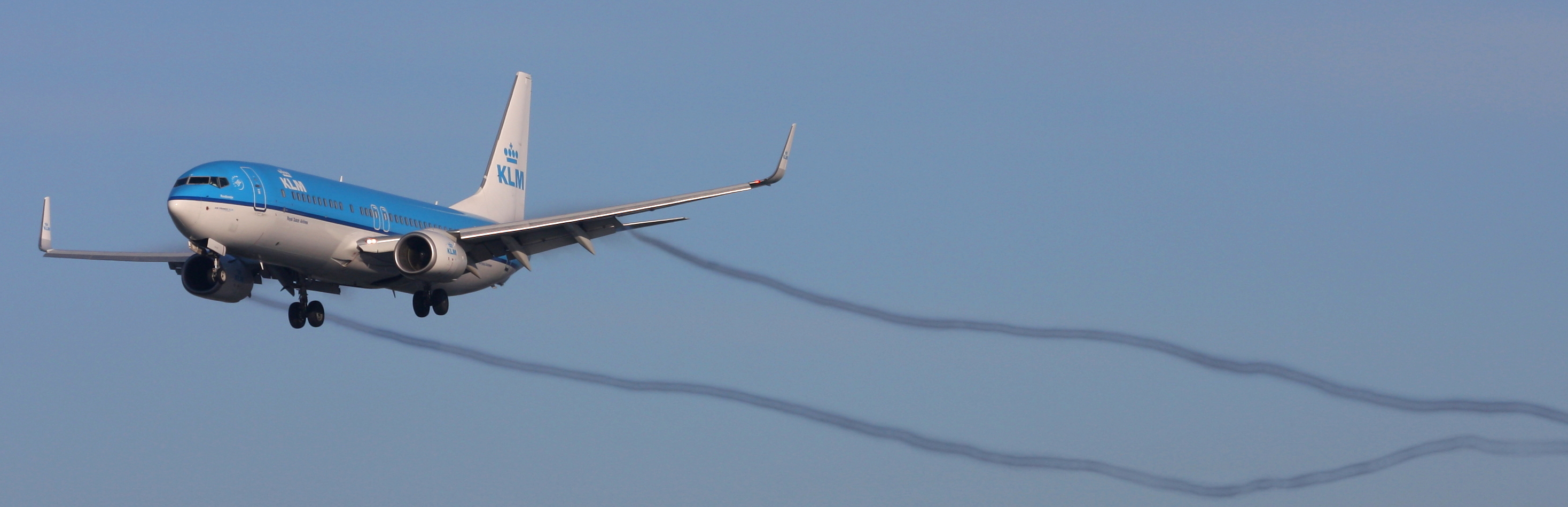
Dunstfahnen durch kondensierendes Wasser an einer landenden Boeing 737

Annahmen, dass Flugzeuge vor dem Landen generell Treibstoff ablassen, sind falsch. Bei hoher Luftfeuchtigkeit gehen von den Flügelhinterkanten landender Flugzeuge Dunstfahnen aus, die für zerstäubtes Kerosin gehalten werden können. Diese Dunstfahnen entstehen jedoch lediglich durch kondensierendes Wasser. Durch Druckunterschiede entstehende Verwirbelungen z. B.  an den Flügelspitzen oder Außenkanten von Landeklappen führen zu lokalen Übergeschwindigkeiten in der Strömung und gemäß dem Satz von Bernoulli   zu lokalem Abfall des statischen Drucks. Liegt eine nahezu wasserdampfgesättigte Atmosphäre (hohe Luftfeuchtigkeit) vor, kann es so zu Kondensation kommen.

## Dump and Burn

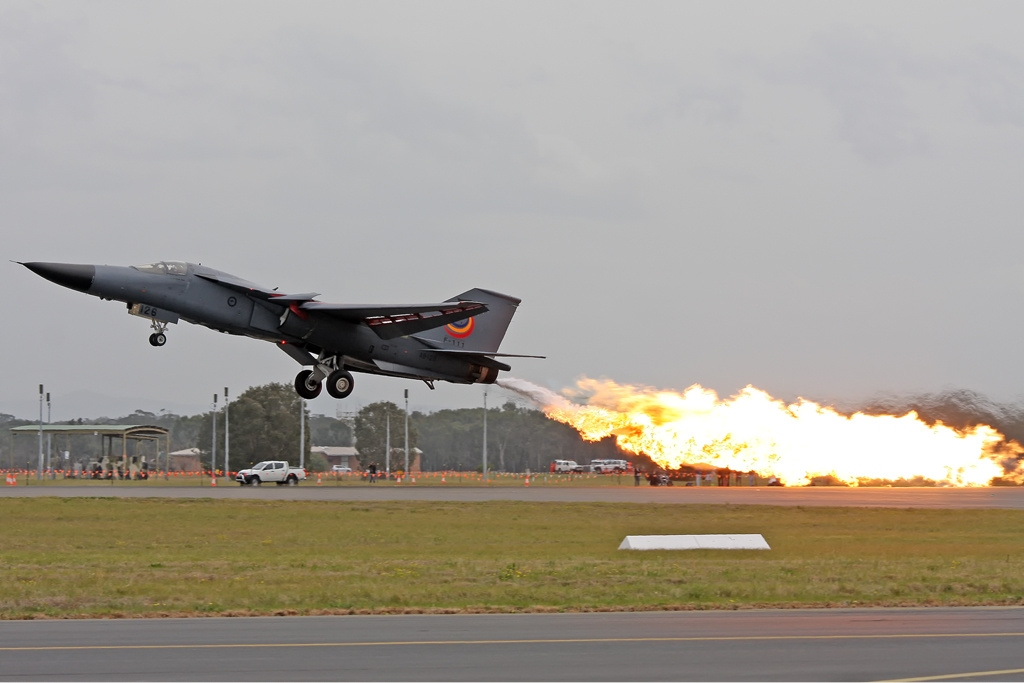
Dump and Burn einer F-111 der RAAF auf der Defence Airshow 2010

Im Flugbetrieb der General Dynamics F-111 der australischen Luftwaffe war ein Dump and Burn (engl. für: Ablassen und Verbrennen) genanntes Verfahren Bestandteil des Vorführungsprogramms bei öffentlichen Veranstaltungen. Auch bei der Schlussveranstaltung der Olympischen Spiele in Sydney im Jahre 2000 wurde Dump and Burn vorgeführt. Dabei wird ausgenutzt, dass sich bei der F-111 der Treibstoffnotablass zwischen den Triebwerken befindet. Es wird einige Sekunden lang Treibstoff abgelassen, während die Triebwerke im Nachbrennerbetrieb laufen. Der Treibstoff entzündet sich dadurch und erzeugt eine mehrere Meter lange Flamme hinter dem Flugzeug, während man die schwach leuchtenden Nachbrennerflammen kaum sieht. Nach der Außerdienststellung der F-111 ist heute nur noch die Saab Gripen zu Dump and Burn in der Lage, die dies wie die F-111 auf Flugshows vorführt.
Die Treibstoffablasseinrichtungen an zivilen Verkehrsflugzeugen sind abseits des heißen Abgasstrahls der Triebwerke so angebracht, dass ein derartiger Effekt vermieden wird. Die etwa armdicken Ablassrohre befinden sich an den Tragflächenhinterkanten.

## Kritik
Nach anhaltender Kritik an der Praxis des Kerosinablasses hat sich der Landtag Rheinland-Pfalz im November 2017 in einer öffentlichen Anhörung mit der Materie befasst. Im selben Jahr forderte Bayerns SPD-Landtagsfraktionsvorsitzender Markus Rinderspacher "ein transparentes Informationsmanagement des zivilen und militärischen Luftverkehrs und ein Messnetz, das funktioniert." Die Online-Petition "Kerosinregen, nein Danke. Transparenz, ja Bitte!" vom Sommer 2018 haben innerhalb weniger Monate mehr als 70.000 Petenten unterstützt."